# Municipio de Tataltepec de Valdés
El municipio de Tataltepec de Valdés es uno de los 570 municipios del estado mexicano de Oaxaca. Su cabecera es la localidad de Tataltepec de Valdés.

## Geografía
El municipio de Tataltepec de Valdés colinda al norte con el municipio de Santa Cruz Zenzontepec; al este con el municipio de San Juan Quiahije; al sur con los municipios de San Miguel Panixtlahuaca y Villa de Tututepec de Melchor Ocampo; y al oeste con los municipios de Santiago Jamiltepec y Santiago Tetepec.

## Localidades
El municipio de Tataltepec de Valdés cuenta con once localidades.
| Localidad                  | Población (2020) |
| -------------------------- | ---------------- |
| Santa Cruz Tepenixtlahuaca | 3064             |
| Tataltepec de Valdés       | 2541             |
| Plan del Aire              | 243              |

## Gobierno
El municipio de Tataltepec de Valdés se rige mediante el sistema de usos y costumbres.
| Presidente municipal      | Periodo   |
| ------------------------- | --------- |
| Elpidio Pérez Jiménez     | 1996-1998 |
| Pablo Ríos Naranjo        | 1999-2001 |
| Guadalupe Narváez Naranjo | 2002-2004 |
| Filomeno Santiago Ruíz    | 2005-2007 |
| Bonifacio Gómez Ramírez   | 2008-2010 |
| Lucas Gómez Díaz          | 2011-2013 |
| Fortunato Rosales Álavez  | 2013-2016 |
| Dimas Ruíz López          | 2020-2022 |
| Alfredo Hernández Jiménez | 2023-2025 |